# Glenanthe neotropica
Glenanthe neotropica är en tvåvingeart som beskrevs av Wayne N. Mathis 1995. Glenanthe neotropica ingår i släktet Glenanthe och familjen vattenflugor. Inga underarter finns listade i Catalogue of Life.